# Myoxocephalus quadricornis
Myoxocephalus quadricornis (Triglopsis quadricornis) is een straalvinnige vissensoort uit de familie van de donderpadden (Cottidae). De wetenschappelijke naam is gepubliceerd in 1758 door Linnaeus in de tiende editie van Systema naturae.
De soort staat op de Rode Lijst van de IUCN als niet bedreigd, beoordelingsjaar 2008.